# Relentless Reckless Forever
Relentless, Reckless Forever är det melodiska death metal-bandet Children of Bodoms sjunde studioalbum. Det släpptes den 8 mars 2011.

## Låtlista
1. "Not My Funeral" - 4:55
2. "Shovel Knockout" - 4:03
3. "Roundtrip to Hell and Back" - 3:47
4. "Pussyfoot Miss Suicide" - 4:10
5. "Relentless Reckless Forever" - 4:41
6. "Ugly" - 4:12
7. "Cry of the Nihilist" - 3:31
8. "Was It Worth It?" - 4:06
9. "Northpole Throwdown" - 2:54